# Sebastian Stasiak
Sebastian Stasiak (8 settembre 1994) è un pentatleta polacco.

## Biografia
Ai mondiali di Berlino 2015 ha ottenuto il bronzo nella classifica a squadre, con Michal Gralewski e Jaroslaw Swiderski.
Agli europei di Sofia 2016 è salito sul terzo gradino del podio della staffetta, con Jaroslaw Swiderski.
Ai Giochi mondiali militari di Wuhan 2019 ha vinto il bronzo nella classifica a squadre, con Łukasz Gutkowski e Szymon Staśkiewicz.
Ha rappresentato la Polonia ai Giochi olimpici estivi di Tokyo 2020 e Rio de Janeiro 2016, classificandosi 13º nella gara individuale.

## Palmarès
- Mondiali

Berlino 2015: bronzo nella a squadre;
- Europei

Sofia 2016: bronzo nella staffetta;
- Giochi mondiali militari

Wuhan 2019: bronzo a squadre;